# Gaz (confiserie)
Le gaz (persan : گز) est une confiserie traditionnelle iranienne, spécialité de la province d'Ispahan et de la province de Tchaharmahal-et-Bakhtiari. Il s'agit d'un nougat blanc mou tirant son nom du gaz angobin, un exsudat sucré produit par des arbustes du genre Astragalus.

## Ingrédients
Le gaz est composé de gaz angobin, de sucre, d'eau, de blancs d'œufs et d'éclats de pistaches ou d'amandes. Il peut être parfumé à l'eau de rose.